# Roy Swinbourne
Royston Harry Swinbourne est un footballeur anglais né le 25 août 1929 à Denaby Main et mort le 27 décembre 2015 à Kidderminster. 

## Biographie
Il évolue durant toute sa carrière aux Wolverhampton Wanderers au poste d'attaquant, marquant 114 buts en 230 apparitions. Il remporte le championnat d'Angleterre 1953-1954. Il entre au Hall of Fame des Wolverhampton Wanderers en 2011.
Il décède à l'âge de 86 ans dans une maison de retraite à Kidderminster des suites d'une démence vasculaire.